# Glen Powell
Glen Thomas Powell Jr. (sinh ngày 21 tháng 10 năm 1988) là một nam diễn viên kiêm sản xuất phim người Mỹ.

## Cha mẹ
Glen Powell không phải là ngôi sao điện ảnh duy nhất trong gia đình anh - cha mẹ của nam diễn viên Who But You, Glen Powell Sr. và Cyndy Powell, đã đóng vai khách mời trong hầu hết các bộ phim của anh.
Mặc dù không có bất kỳ kinh nghiệm diễn xuất nào - Glen Sr. làm huấn luyện viên điều hành trong khi Cyndy là một bà mẹ nội trợ - việc đưa bố mẹ đến trường quay đã phần nào trở thành một truyền thống đối với Glen. Ngay cả bạn diễn trong Hidden Numbers của anh, Octavia Spencer, cũng đã được gặp họ.

## Danh sách phim

### Điện ảnh
| Năm  | Tên                                               | Vai                    | Ghi chú |
| ---- | ------------------------------------------------- | ---------------------- | --- |
| 2003 | Spy Kids 3-D: Game Over                           | Long-Fingered Boy      | |
| 2005 | The Wendell Baker Story                           | Paper Boy Travis       | |
| 2006 | Fast Food Nation                                  | Steve                  | |
| 2007 | The Great Debaters                                | Preston Whittington    | |
| 2009 | Jumping Off Bridges                               | Eric Turner            | |
| 2009 | The Hottest State                                 | John Jaegerman         | |
| 2012 | J.A.W.                                            | Aiden                  | |
| 2012 | The Dark Knight Rises                             | Trader #1              | |
| 2013 | Red Wing                                          | Francis Riley          | |
| 2014 | The Expendables 3                                 | Thorn                  | |
| 2014 | Sex Ed                                            | JT                     | |
| 2015 | Wind Walkers                                      | Sonny Childe           | |
| 2016 | Misconduct                                        | Doug Fields            | |
| 2016 | Ride Along 2                                      | Troy                   | |
| 2016 | Everybody Wants Some!!                            | Finnegan               | |
| 2016 | Hidden Figures                                    | John Glenn             | Palm Springs International Film Festival Ensemble Performance Award Screen Actors Guild Award for Outstanding Performance by a Cast in a Motion Picture |
| 2017 | Sand Castle                                       | Sergeant Dylan Chutsky | |
| 2018 | The Bad Guys                                      | Whit                   | |
| 2018 | The Guernsey Literary and Potato Peel Pie Society | Mark Reynolds          | |
| 2018 | Set It Up                                         | Charlie                | Hậu kỳ |
| 2022 | Apollo 10 ½: Thời thơ ấu ở kỷ nguyên vũ trụ       | Bostick                | Lồng tiếng |
| 2022 | Phi Công Siêu Đẳng: Maverick                      | Jake Hangman           | |

### Truyền hình
| Năm       | Tên                          | Vai                | Ghi chú                          |
| --------- | ---------------------------- | ------------------ | -------------------------------- |
| 2003      | Endurance                    | (Thí sinh)         | Tập: "Drop-Out"                  |
| 2004      | Jack & Bobby                 | Rich Wolf          | Tập: "Pilot"                     |
| 2005      | Into the West                | Jackson Wheeler    | Tập: "Hell on Wheels"            |
| 2008      | Without a Trace              | Brett Farnsworth   | Tập: "True/False"                |
| 2009      | CSI: Miami                   | Logan Crawford     | Tập: "Head Case"                 |
| 2011      | Rizzoli & Isles              | Graham Randall     | Tập: "Remember Me"               |
| 2012      | The Lying Game               | Gavin Turner       | Tập: "No Country for Young Love" |
| 2012      | NCIS                         | Evan Westcott      | 2 tập                            |
| 2015–2016 | Scream Queens                | Chad Radwell       | 16 tập                           |
| 2017      | All Hail King Julien: Exiled | Trent (lồng tiếng) | 2 tập                            |
| 2017      | All Hail King Julien         | Trent (lồng tiếng) | Tập: "One More Cup, Part 2"      |